# Erik Axelsen (Thott)
Erik Axelsen til Lagnö (Södermanland) (født ca. 1415 i Danmark, død 1481 på Vyborgs slott) rigsråd, rigsforstander i Sverige 1457 og 1466-67. Han var søn af Axel Pedersen Thott og Ingeborg Ivarsdotter.
Erik Axelsson blev 1449 udnævnt til svensk rigsråd; gjorde som ung tjeneste for Karl Knutsson (Bonde), men gik under oprøret i 1457 imod ham.
Han medvirkede dog i 1467 til Karl Knutsson (Bonde)s tredje kongevalg.
Erik Axelsen købte den Tyske Ordens ejendomme i Sverige år 1467, deriblandt Årsta slot. Han var lensherre over Finland og stod bag opførelsen af grænsefæstningen Olofsborg på en ø i Saimaa, Finland, i 1470'erne.
Erik Axelsen kom som ung til Sverige, blev snart fortrolig med Karl Knutsson (Bonde),
af hvem han fik Åbo i forlening 1450, som han kort derefter byttede til Nyköpings län.
Han glemte alligevel sin taknemmelighed og gik over til det danske parti. Da han havde erhvervet stor indflydelse, blev han ved Karl Knutssons afsættelse 1457 udset til rigsforstander sammen med ærkebiskop Jöns Bengtsson, men de besad kun embedet i kort tid. Han tog til Finland for at arbejde for Christian 1.s anerkendelse der, og blev som belønning udnævnt til hofmester og fik Viborg len i Finland 1457 og senere i 1462 Tavastehus len.
Da Christian blev styrtet i 1464, forblev Erik i unionspartiet og var stærkt medvirkende til, at Karl Knutsson måtte nedlægge tronen i 1465.
Da han i september 1466 fejrede sit bryllup med en datter af Gustav Algotsson Sture, udså de ved festen tilstedeværende rådsherrer ham igen til posten som rigsforstander og tvang derefter Jöns Bengtsson til at overgive magten til Erik Axelsen, som havde embedet fra oktober 1466 til november 1467. Hans styrelsetid blev imidlertid højst urolig. I begyndelsen søgte han at holde en balance mellem partierne, men da der opstod fjendskab mellem hans brødre i Danmark og Kristian 1., gik han over til Karl Knutsson (Bonde)s parti. I sommeren 1467 blev han en tid belejret i Stockholm, dels af danske tropper under anførsel af Claus Rønnov og dels af ærkebiskop Jøns Bengtsson og dennes svenske venner. Men broderen Iver Axelsen kom fra Gotland til undsætning. Da det alligevel, på grund af hans udenlandske afstamning og skiftende holdninger, ikke lykkedes at vinde den svenske befolkninges tillid, fremmede han i stedet Karl Knutssons tilbagekomst. Ved dennes ankomst til Stockholm i november 1467 nedlagde Erik sit embede og begav sig til Finland, hvor han ejede store områder, og hvor han var en del optaget af grænsestridigheder med Rusland.
Han var en god støtte for Sten Sture den ældre i dennes første tid som rigsforstander, og han deltog som svensk sendebud i forligsmøderne i Kalmar 1472 og 1474.
Gift med Bengta Mattsdotter (Lillie), død 1452, og med Elin Gustavsdotter (Sture).